# Asilus superveniens
Asilus superveniens là một loài ruồi trong họ Asilidae. Asilus superveniens được Walker miêu tả năm 1859. Loài này phân bố ở miền Australasia.